# Марокканский этап FIA WTCC
Марокканский этап FIA WTCC — одно из официальных соревнований чемпионата мира среди легковых автомобилей, со дня учреждений проводящееся на гоночной трассе проложенной по дорогам общего пользования в марокканском городе Марракеш.

## История
Мероприятие организовано накануне сезона-2009, в рамках желания местной автомобильной федерации вернуть в страну какой-либо автоспортивный чемпионат мира (до этого Марокко в последний раз принимала автогонки такого статуса в 1958 году, когда здесь прошло внезачётное Гран-при Марокко Формулы-1), а также желания промоутеров WTCC иметь у себя в календаре соревнование в Африке. Использованная для гонок городская трасса в Марракеше с трудом укладывалась в требования серии по нормам безопасности, часто корректируя ход уик-энда для ремонта барьеров безопасности, вплотную окружавших гоночное полотно.

## Победители прошлых лет
| Сезон | Пилот                       | Конструктор | Трасса   | Статья |
| ----- | --------------------------- | ----------- | -------- | ------ |
| 2017  | Гонка 1 : Эстебан Геррьери  | Chevrolet   | Марракеш | Статья |
| 2017  | Гонка 2 : Тьягу Монтейру    | Honda       | Марракеш | Статья |
| 2016  | Гонка 1 : Том Коронел       | Chevrolet   | Марракеш | Статья |
| 2016  | Гонка 2 : Роберт Хафф       | Honda       | Марракеш | Статья |
| 2015  | Гонка 1 : Хосе Мария Лопес  | Citroen     | Марракеш | Статья |
| 2015  | Гонка 2 : Иван Мюллер       | Citroen     | Марракеш | Статья |
| 2014  | Гонка 1 : Хосе Мария Лопес  | Citroen     | Марракеш | Статья |
| 2014  | Гонка 2 : Себастьян Лёб     | Citroen     | Марракеш | Статья |
| 2013  | Гонка 1 : Михел Нюкьер      | Chevrolet   | Марракеш | Статья |
| 2013  | Гонка 2 : Пепе Ориола       | SEAT        | Марракеш | Статья |
| 2012  | Гонка 1 : Ален Меню         | Chevrolet   | Марракеш | Статья |
| 2012  | Гонка 2 : Иван Мюллер       | Chevrolet   | Марракеш | Статья |
| 2010  | Гонка 1 : Габриэле Тарквини | SEAT        | Марракеш | Статья |
| 2010  | Гонка 2 : Энди Приоль       | BMW         | Марракеш | Статья |
| 2009  | Гонка 1 : Роберт Хафф       | Chevrolet   | Марракеш | Статья |
| 2009  | Гонка 2 : Никола Ларини     | Chevrolet   | Марракеш | Статья |